# Yvonne Mottet
Pour les personnes portant le même patronyme, voir Mottet.
Yvonne Mottet est une artiste peintre et lithographe française née le 6 janvier 1906 à Lyon. Épouse de Bernard Lorjou (1908-1986), elle est morte des suites d'une longue maladie le 12 septembre 1968 à son domicile dans le 18e arrondissement de Paris. Son nom demeure attaché à l'École de Paris et au mouvement de la Jeune Peinture.

## Biographie
Fille de polytechnicien passionnée par la peinture dès l'enfance, Yvonne Mottet lui consacre en autodidacte tous ses loisirs d'adolescente. Elle gagne Paris à la fin de ses études secondaires effectuées en Algérie, échappant ainsi à un mariage avec un riche Lyonnais auquel elle est destinée, et suit les cours de François Desnoyer.
Le 3 octobre 1927, Yvonne Mottet entre dans l'atelier de dessin (situé rue Tourlaque) qui a été fondé par les Soieries Ducharne et qui est vu comme un vrai lieu d'apprentissage et de création. Elle se dit donc alors non encore « artiste peintre » mais « dessinatrice » et elle y rencontre Bernard Lorjou avec qui elle s'installera successivement au 61 rue Damrémont, square Carpeaux puis, en 1934, au 19 rue du Mont-Cenis.

Jean-Paul Crespelle resitue la personnalité d'Yvonne Mottet dans ce contexte : 

« Il est certain que cette femme mince et distinguée, dont les origines sociales se situent aux antipodes des siennes [Bernard Lorjou], est une forte personnalité, la plus forte de la peinture depuis Suzanne Valadon. Si Mottet aime autant que lui le dessin bien architecturé et la haute couleur, elle refuse de s'abandonner à la violence de l'instinct. D'où le sentiment d'équilibre et de force contenue qui se dégage de ses figures, de ses nus, de ses paysages et de ses natures mortes à la pâte somptueuse, dont la haute octave n'est pas dépourvue de modulations exquisement raffinées. Mieux que Lorjou, il semble qu'elle ait gardé dans l'œil le chatoiement des soieries dont vingt ans durant elle exécuta des maquettes. Ce qui caractérise sa palette est une fraîcheur parfois acide, où les roses de fraise font contrepoint aux verts Véronèse; d'où une grande impression de jeunesse, de vigueur. Yvonne Mottet s'apparente ainsi aux plus grands coloristes, Matisse, Dufy, Bonnard, mais son dessin très expressionniste d'essence donne à sa peinture une tout autre signification: il ne s'agit pas seulement de plaire, mais aussi d'émouvoir et, parfois même de frapper. »

Lorsque la Grande Dépression en France conduit les Soieries Ducharne à fermer leur atelier de dessin en 1930, Yvonne Mottet et Bernard Lorjou poursuivent en indépendants leurs créations pour la haute couture, avec un succès inespéré : « leurs tissus reproduits dans le monde entier habillèrent la Duchesse de Windsor, Jeanne Aubert, Marlene Dietrich et Dolores del Rio. Les fabricants venaient de Londres, de New York, de Budapest et de Tokyo pour leur acheter des maquettes de tissus. Cette réputation permit au couple de peindre en paix. »
En 1931, Yvonne Mottet effectue avec Bernard Lorjou un voyage en Espagne (assorti d'une brève extension au Maroc) où ils sont communément éblouis par les tableaux d'El Greco à Tolède, de Vélasquez et de Goya au musée du Prado de Madrid.
Au lendemain de la Seconde Guerre mondiale, elle est, aux côtés de Bernard Lorjou, actrice engagée du Manifeste de l'homme témoin qui, autour du critique d'art Jean Bouret, prône un retour au réalisme contre les tendances de l'art contemporain, tout particulièrement contre l'art abstrait. Elle participe de la sorte le 21 juin 1948 à la Galerie du Bac à l'exposition « L'homme témoin » avec Bernard Lorjou, Paul Rebeyrolle, Gaston Sébire, Michel Thompson et Michel de Gallard, et se constitue avec eux Groupe de l'homme témoin, rejoint en 1949 par Bernard Buffet, André Minaux et Simone Dat pour bientôt fonder le mouvement de la Jeune Peinture.
Sélectionnée pour le Prix de la Critique en 1948, le Prix lui est attribué en 1953.
La première rencontre d'Yvonne Mottet avec le marchand de tableaux Georges Wildenstein date de 1953. 1955 est l'année où « sa peinture se libère : le dessin, toujours présent en trame, s'efface au profit de la couleur ». Yvonne Mottet s'en justifie : « il n'est pas vrai que le dessin soit le support de la couleur. La couleur à son maximum n'a plus de dessin apparent. Le dessin peut être couleur ; la couleur est toujours dessin ». Parallèlement à la peinture, elle travaille la lithographie chez Fernand Mourlot.
Yvonne Mottet n'a que 62 ans lorsqu'en 1968, après deux grands voyages (New York et le Japon) et de dernières vacances à Majorque (depuis 1964 elle revenait régulièrement peindre à Pollença), elle est emportée par la leucémie. « Son nom va rester, et restera auprès du tien » écrit alors à Lorjou leur ami Bernard Buffet. Elle repose à Saint-Denis-sur-Loire où une rue porte aujourd'hui son nom.

Bernard Lorjou disait d'elle : 

« Dans l'exercice de notre art, elle était toujours très en avant de nous tous. »

En représentant le visage d'Yvonne dans sa dernière œuvre, le grand vitrail de la chapelle de la Maison Charles de Blois, celui qui fut son compagnon de quarante années lui dédiera un ultime hommage. Comme l'écriront Madeleine Siériès et Jan Laurens Siesling, « ici il la confie à Dieu, à la postérité ».

### Prix
- Prix de la critique 1953, ex-aequo avec Gaston Sébire

## Expositions

### Expositions particulières
- Galerie du Bac, Paris, 1941.
- Musée d'art moderne de Kamakura (Japon), 1954.
- Galerie Adams, Londres, 1955[10].
- Galerie Wildenstein, Londres, 1956, 1958.
- Fondation Eugenio Mendoza, Caracas, 1958.
- Galerie Wildenstein, Paris, 1959[10].
- Galerie Beaux-Arts, Paris, 1959.
- Galerie Vercel, New York, 1967.
- Hôtel de ville de Bobigny, janvier 1968[16].
- Hommage posthume, Musée des beaux-arts d'Orléans, 1968.
- Galerie d'art de la Place Beauvau, 1994[6].
- Mairie de Blois, décembre 2013 - janvier 2014[17],[18],[19].

### Expositions collectives
- Salon des Indépendants, Paris, 1941, 1944[20].
- Salon d'automne, Paris, 1941, 1943, 1946[21], 1951, 1952, 1953[10].
- L'homme témoin, Galerie du Bac, Paris, juin-juillet 1948.
- Second manifeste de l-homme témoin, Galerie Claude, Paris, octobre-novembre 1949[22].
- Salon des peintres témoins de leur temps, Musée d'art moderne de la ville de Paris, février 1951.
- Salon des Tuileries, Paris, 1952, 1953[10].
- Yvonne Mottet, Bernard Lorjou, André Minaux, Paul Aïzpiri, Gaston Sébire, Galerie Charpentier, Paris, 1953.
- Salon des indépendants, Paris, 1953, 1954, 1955[10].
- École de Paris, Galerie Charpentier, 1954, 1955.
- Œuvres offertes par les artistes français et de divers pays - Bernard Buffet, Jean Commère, Géula Dagan, Pierre Garcia-Fons, Robert Lapoujade, André Minaux, Yvonne Mottet, Roland Oudot, Michel Patrix, Pablo Picasso, Édouard Pignon, Paul Rebeyrolle, Henry de Waroquier, Jean Weinbaum, Claude Weisbuch, Conférence d'Europe occidentale pour l'amnistie aux emprisonnés et exilés politiques espagnols, Maison de la pensée française, Paris, avril-mai 1961[23].
- La jeunesse et l'art moderne, exposition organisée par l'Union des jeunes filles de France, salons de l'Hôtel Moderne, place de la République, Paris, octobre 1961.
- Troisième manifeste de l'homme témoin : Bernard Lorjou, Yvonne Mottet, Moulin Rouge, Paris, 1962.
- Collection George et Adèle Besson, Musée des beaux-arts et d'archéologie de Besançon, juillet-octobre 1965[24].
- L'homme témoin, Galerie Expression, Paris, 1990.
- Années 50, l'alternance figurative, 1948-1961, musée d'Art Roger-Quilliot, Clermont-Ferrand, juin-décembre 2007[22].
- Collection en réserve, une découverte des œuvres du musée, Musée de l'abbaye de Saint-Claude, février-juin 2011[25].
- L'homme témoin, Galerie Florence Basset, mai-juillet 2012[26].
- Vingt ans de passion: Raymond Guerrier, Roger Lersy, François Heaulmé, Bernard Lorjou, Yvonne Mottet, Bernard Buffet, André Minaux, Galerie Florence Basset, Flassans-sur-Issole, juin-août 2015.
- Les insoumis de l'art moderne - Paris, les années 50, Musée Mendjisky-Écoles de Paris, Paris, octobre-décembre 2016.

## Réception critique
« Le seul peintre avec Goya et Vélasquez qui ait jamais eu une influence sur moi. »

— Bernard Lorjou

« Yvonne Mottet a horreur des louches mélanges. Elle aime les tons purs, les rouges qui chantent sans gueuler, les bleus intenses qui vibrent et elle sait la vertu d'un rose, d'un gris lumineux, ces silences, ces points d'orgue de la peinture. »

— George Besson

« Toutes les couleurs jouent ineffablement sur les toiles d'Yvonne Mottet. Les tons les plus doux, les gris, les verts légers, les roses, les bleus, clairs comme un regard d'enfant, s'y fondent. Les couleurs vives, franches, pures, les verts lumineux, les bleus profonds, les jaunes éclatants s'exaltent. Les couleurs réputées inconciliables, les verts crus et les bleus par exemple, se marient harmonieusement… Yvonne Mottet nous a réappris ce que l'on s'efforce de nous faire oublier: la force d'émotion, la richesse des couleurs pures, l'infinie variété de leurs correspondances… Elle a redécouvert les vertus de la couleur, leur poésie et leur fraîcheur première. Pour tenter de remonter aux sources de la peinture et pour y parvenir il fallait un clairvoyant courage et beaucoup d'art. Yvonne Mottet ne manque ni de l'un ni de l'autre et sous son pinceau renaît le parfum des Mille fleurs. »

— Roland Pietri

« En Yvonne Mottet bouillone la sève vigoureuse de Suzanne Valadon. »

— Jean-Paul Crespelle

« Quarante ans, ils vont aller de concert. Pondérée, sereine, Mottet transfusera, dans la gaieté, à Lorjou le peu de savoir-vivre et beaucoup de ce qu'est le savoir bien-vivre. Partout elle sera à son côté; dans les moments où sa lutte pour la défense et l'illustration de l'art figuratif atteindra une âpreté incroyable, elle lui renouvellera sa confiance et sa foi dans sa peinture. Mais elle se gardera bien de jamais intervenir dans l'existence de son compagnon; non plus que dans sa démarche personnelle ou publique d'artiste. Elle ne voudra être ni son guide ni son frein; son conseil, elle ne le donnera que demandé. Tenace, rigoureuse, elle poursuivra son œuvre propre, sans strict parallélisme avec celle de son compagnon, très personnelle, considérable, homogène, exemplaire, assurément fort belle. »

— Georges Gérard

« Femme de Bernard Lorjou, elle se trouve assez proche de son expressionnisme, avec pourtant une tendance assez marquée à la sobriété et à la construction. »

— Gérald Schurr

« Sa peinture rigoureuse, au dessin sûr et à la palette chatoyante et nourrie, puise ses sujets dans le quotidien. Elle "témoigne" avec objectivité mais aussi avec tendresse et fraîcheur. »

— Lydia Harambourg

### Œuvre remarquable
- Rideau du théâtre des Champs-Élysées, 1958

## Autres lieux

### Collections publiques
- Musée des Beaux-Arts et d'Archéologie de Besançon.
- Musée de l'abbaye, Saint-Claude (Jura)[25].
- Musée national d'Art moderne, Paris, Poisson, huile sur bois 35x82cm, donation Adèle et George Besson.
- Département des estampes et de la photographie de la Bibliothèque nationale de France, Paris.
- Musée d'Art et d'Histoire de Saint-Denis, Coin d'atelier, huile sur toile 92x73cm[10].
- Collection Jeune Peinture (futur Musée de la Jeune Peinture)[30].

### Églises
- Coauteur avec Bernard Lorjou du décor mural de la chapelle de la Maison Charles de Blois[31],[32].

### Collections privées
- Georges Wildenstein (1892-1963).
- Duc et Duchesse de Windsor[13].
- Marcus Wickham-Boynton.
- Fleur Cowles-Meyer (en), Londres[33],[34].
- Domenica Walter[13].
- Margaret Biddle.
- George et Adèle Besson[24].
- Jean Bouret, Sur la plage, huile sur toile 46x38cm[35].
- Simé et Jean Jansem[36].